# 어린이대공원 (광주)
광주 어린이대공원(光州―大公園)은 대한민국 광주광역시 북구 운암동에 소재한 가족 단위 휴식 공간으로, 1981년 8월 20일에 개장하였다.

## 역사
5·18 광주 민주화 운동 이후의 광주를 치유하고, 광주 시민의 민심을 달래기 위하여 광주 어린이대공원의 조성이 결정되었다. 1980년 8월 21일, 광주 어린이대공원의 기공식이 보건사회부 장관 진의종, 전라남도지사 김종호, 광주직할시장 문창수 등이 참석한 가운데 개최되었다. 전남일보 김종태 사장이 공원의 부지를 매입하는 용도로 사재 12억 원을 전라남도에 기부하였으며, 그 밖에도 대한민국 각지에서 국민 성금을 모아 총 60여 억원의 사업비가 모두 세금을 투입하지 않고 마련되었다.
1981년 8월 20일 개장하였다. 이 공원에는 지하 1층·지상 2층 규모의 어린이회관(과학관 등), 축구장, 수영장, 롤러스케이트장 등의 스포츠 시설, 철도청에서 기증한 미카형 증기 기관차, 농기구 제작 회사에서 기증한 트랙터 등 농기구, 군에서 보낸 비행기, 탱크 등 장비가 갖춰진 ‘교육의 장’이었다. 이후 1988년 4월 1일 노태우 정부에서 “광주사태 치유를 위한 정부 발표문”을 발표하면서 광주 어린이대공원 건설에 사용된 성금을 국고에서 부담하기로 밝혔다.
그러나 1995년 광주 비엔날레가 시작되면서 광주광역시에서 수영장과 과학관을 없애고 전시관과 미술관을 지었으며, 공원 내 부지에도 테니스 연습장과 게이트볼 경기장을 마련하는 등, 어린이대공원의 시설은 극히 축소되어 5종의 놀이기구와 작은 놀이터만 남게 되었다.

## 같이 보기
- 중외공원
- 광주문화예술회관
- 광주시립민속박물관